# Рене ван дер Гіп
Рене ван дер Гіп (нід. René van der Gijp, нар. 4 квітня 1961, Дордрехт) — нідерландський футболіст, що грав на позиції нападника, зокрема за клуби «Спарта» та ПСВ, а також національну збірну Нідерландів.
Дворазовий чемпіон Нідерландів. Чемпіон Швейцарії. 

## Клубна кар'єра
У дорослому футболі дебютував 1979 року виступами за команду «Спарта», в якій провів три сезони, взявши участь у 83 матчах чемпіонату. Більшість часу, проведеного у складі «Спарти», був основним гравцем атакувальної ланки команди. У складі «Спарти» був одним з головних бомбардирів команди, маючи середню результативність на рівні 0,34 гола за гру першості.
Протягом 1982—1985 років захищав кольори бельгійського «Локерена», після чого повернувся на батьківщину, ставши гравцем ПСВ. Відіграв за команду з Ейндговена наступні два сезони своєї ігрової кар'єри. Граючи у складі ПСВ також здебільшого виходив на поле в основному складі команди. В новому клубі був серед найкращих голеодорів, відзначаючись забитим голом в середньому щонайменше у кожній третій грі чемпіонату. За цей час двічі виборював титул чемпіона Нідерландів.
Згодом з 1987 по 1990 рік грав у швейцарії за «Ксамакс» та «Аарау». Із першою командою у сезоні 1987/88 ставав чемпіоном Швейцарії.
Завершував ігрову кар'єру на батьківщині, де протягом 1990—1991 років грав за «Спарту» та «Геренвен».

## Виступи за збірну
1982 року дебютував в офіційних матчах у складі національної збірної Нідерландів. Протягом кар'єри у національній команді, яка тривала 6 років, провів у її формі 15 матчів, забивши 2 голи.

## Титули і досягнення
- Чемпіон Нідерландів (2):

ПСВ: 1985-1986, 1986-1987
- Чемпіон Швейцарії (1):

«Ксамакс»: 1987-1988